# Temporada 1901-1902 del FC Barcelona
La temporada 1901-02 va ser la 3a de la història del FC Barcelona. L'equip va guanyar dos títols (la Copa Macaya i la Medalla de la Federació Gimnàstica Espanyola) i va perdre la final de la Copa de la Coronació amb l'Bizcaya.

## Fets destacats
Aquesta temporada l'equip es va canviar de camp, i es van traslladar al camp de la Carretera d'Horta. El primer partit en aquest camp va ser el 23 de novembre de 1901, contra l'equip del vaixell Calliope. El Barça guanyà per 4 a 0, i Joan Gamper marcà un hat trick, inclòs el primer gol del partit.
Uns mesos més tard, el Barça va guanyar el primer torneig organitzat, la Copa Macaya. En aquesta competició, es van guanyar de forma contundent els vuit partits que es van jugar, i es van marcar 60 gols mentre que se'n van encaixar només 2.
Coincidint amb les festes de la coronació del rei Alfons XIII, el president del recentment fundat Madrid —el català Joan Padrós— va tenir la idea d'organitzar el primer campionat estatal, la Copa de la Coronació. Es va disputar a Madrid, i hi van participar diversos equips: Barça, Club Español, Madrid, New Club i Bizcaya.
En aquesta competició arribaria el primer duel entre Barça i Madrid, el 13 de maig de 1902, amb un resultat final de 3 a 1 favorable als blaugranes. El Barça va arribar a la final del campionat, però va ser derrotat pel Bizcaya, per 2 a 1. Els jugadors del Barça es van haver de pagar el desplaçament i l'estada a Madrid.

## Plantilla
Font:
| N.                            | Pos. | Nac. | Jugador                    | Total | Total | Copa Macaya | Copa Macaya | C. Coronació | C. Coronació | Amistosos | Amistosos |
| N.                            | Pos. | Nac. | Jugador                    | PJ    | Gols  | PJ          | Gols        | PJ           | Gols         | PJ        | Gols      |
| ----------------------------- | ---- | --- | -------------------------- | ----- | ----- | ----------- | ----------- | ------------ | ------------ | --------- | --------- |
| —                             | POR  | [[Fitxer:Flag of Catalonia.svg\|23x15px\|border \|alt=Catalunya\|link=Selecció de futbol de Catalunya\|{{#if:\|]]                              | Vicenç Reig                | 11    | -2    | 8           | -2          | 0            | 0            | 3         | -         |
| —                             | POR  | [[Fitxer:Flag of England.svg\|23x15px\|border \|alt=Anglaterra\|link=Selecció de futbol d'Anglaterra\|{{#if:\|]]                               | Samuel Morris              | 2     | -2    | 0           | 0           | 1            | -2           | 1         | -         |
| —                             | POR  | [[Fitxer:Flag of Catalonia.svg\|23x15px\|border \|alt=Catalunya\|link=Selecció de futbol de Catalunya\|{{#if:\|]]                              | Lluís Puelles Pàmies       | 1     | -1    | 0           | 0           | 1            | -1           | 0         | -         |
| —                             | DEF  | [[Fitxer:Flag of Catalonia.svg\|23x15px\|border \|alt=Catalunya\|link=Selecció de futbol de Catalunya\|{{#if:\|]]                              | Lluís Puelles Pàmies       | 21    | 0     | 0           | 0           | 1            | 0            | 20        | 0         |
| —                             | DEF  | [[Fitxer:Flag of Catalonia.svg\|23x15px\|border \|alt=Catalunya\|link=Selecció de futbol de Catalunya\|{{#if:\|]]                              | Arthur Witty               | 14    | 0     | 8           | 0           | 2            | 0            | 4         | 0         |
| —                             | DEF  | [[Fitxer:Flag of Switzerland.svg\|23x16px\|border \|alt=Suïssa\|link=Selecció de futbol de Suïssa\|{{#if:\|]]                                  | George Meyer               | 9     | 5     | 5           | 0           | 2            | 0            | 2         | 5         |
| —                             | DEF  | [[Fitxer:Flag of England.svg\|23x15px\|border \|alt=Anglaterra\|link=Selecció de futbol d'Anglaterra\|{{#if:\|]]                               | A.J. Smart                 | 5     | 0     | 2           | 0           | 0            | 0            | 3         | 0         |
| —                             | DEF  | [[Fitxer:Flag of Catalonia.svg\|23x15px\|border \|alt=Catalunya\|link=Selecció de futbol de Catalunya\|{{#if:\|]]                              | Artury                     | 1     | 0     | 1           | 0           | 0            | 0            | 0         | 0         |
| —                             | MIG  | [[Fitxer:Flag of Catalonia.svg\|23x15px\|border \|alt=Catalunya\|link=Selecció de futbol de Catalunya\|{{#if:\|]]                              | Miquel Valdés              | 14    | 0     | 8           | 0           | 2            | 0            | 4         | 0         |
| —                             | MIG  | [[Fitxer:Flag of Switzerland.svg\|23x16px\|border \|alt=Suïssa\|link=Selecció de futbol de Suïssa\|{{#if:\|]]                                  | Paul Widerkehr             | 9     | 6     | 6           | 6           | 0            | 0            | 3         | 0         |
| —                             | MIG  | [[Fitxer:Flag of the German Empire.svg\|23x15px\|border \|alt=Imperi Alemany\|link=Selecció de futbol d'Alemanya\|{{#if:\|]]                   | Otto Maier                 | 6     | 0     | 6           | 0           | 0            | 0            | 0         | 0         |
| —                             | MIG  | [[Fitxer:Flag of Catalonia.svg\|23x15px\|border \|alt=Catalunya\|link=Selecció de futbol de Catalunya\|{{#if:\|]]                              | Bartomeu Terradas          | 5     | 0     | 2           | 0           | 1            | 0            | 2         | 0         |
| —                             | MIG  | [[Fitxer:Flag of Catalonia.svg\|23x15px\|border \|alt=Catalunya\|link=Selecció de futbol de Catalunya\|{{#if:\|]]                              | Josep Llobet               | 25    | 5     | 1           | 0           | 1            | 0            | 23        | 5         |
| —                             | MIG  | [[Fitxer:Flag of Catalonia.svg\|23x15px\|border \|alt=Catalunya\|link=Selecció de futbol de Catalunya\|{{#if:\|]]                              | Josep Marín                | 2     | 0     | 1           | 0           | 0            | 0            | 1         | 0         |
| —                             | MIG  | [[Fitxer:Flag of England.svg\|23x15px\|border \|alt=Anglaterra\|link=Selecció de futbol d'Anglaterra\|{{#if:\|]]                               | Junior Morris              | 2     | 0     | 0           | 0           | 1            | 0            | 1         | 0         |
| —                             | DAV  | [[Fitxer:Flag of the German Empire.svg\|23x15px\|border \|alt=Imperi Alemany\|link=Selecció de futbol d'Alemanya\|{{#if:\|]]                   | Udo Steinberg              | 11    | 20    | 8           | 17          | 2            | 3            | 1         | 0         |
| —                             | DAV  | [[Fitxer:Flag of Switzerland.svg\|23x16px\|border \|alt=Suïssa\|link=Selecció de futbol de Suïssa\|{{#if:\|]]                                  | Hans Gamper                | 15    | 33    | 8           | 19          | 2            | 1            | 5         | 13        |
| —                             | DAV  | [[Fitxer:Flag of Catalonia.svg\|23x15px\|border \|alt=Catalunya\|link=Selecció de futbol de Catalunya\|{{#if:\|]]                              | John Parsons               | 12    | 4     | 7           | 3           | 2            | 0            | 3         | 1         |
| —                             | DAV  | [[Fitxer:Flag of Catalonia.svg\|23x15px\|border \|alt=Catalunya\|link=Selecció de futbol de Catalunya\|{{#if:\|]]                              | Joaquín García Cenarro     | 9     | 9     | 5           | 5           | 0            | 0            | 4         | 4         |
| —                             | DAV  | [[Fitxer:Flag of Catalonia.svg\|23x15px\|border \|alt=Catalunya\|link=Selecció de futbol de Catalunya\|{{#if:\|]]                              | Alfonso Albéniz            | 22    | 5     | 3           | 2           | 2            | 0            | 17        | 3         |
| —                             | DAV  | [[Fitxer:Flag of Spain (1785–1873, 1875–1931).svg\|23x15px\|border \|alt=Espanya\|link=Selecció de futbol d'Espanya\|{{#if:\|]]                | Gustavo Green              | 4     | 0     | 4           | 0           | 0            | 0            | 0         | 0         |
| —                             | DAV  | [[Fitxer:Flag of England.svg\|23x15px\|border \|alt=Anglaterra\|link=Selecció de futbol d'Anglaterra\|{{#if:\|]]                               | Henry Morris               | 3     | 0     | 0           | 0           | 2            | 0            | 1         | 0         |
| —                             | DAV  | [[Fitxer:Flag of Catalonia.svg\|23x15px\|border \|alt=Catalunya\|link=Selecció de futbol de Catalunya\|{{#if:\|]]                              | Alfons Almasqué            | 8     | 2     | 1           | 0           | 0            | 0            | 7         | 2         |
| —                             | DAV  | [[Fitxer:Flag of the Valencian Community (2x3).svg\|23x15px\|border \|alt=País Valencià\|link=Selecció de futbol del País Valencià\|{{#if:\|]] | Bernat Lassaleta           | 19    | 29    | 1           | 0           | 0            | 0            | 18        | 29        |
| —                             | DAV  | [[Fitxer:Flag of Catalonia.svg\|23x15px\|border \|alt=Catalunya\|link=Selecció de futbol de Catalunya\|{{#if:\|]]                              | Lluís d'Ossó               | 23    | 32    | 1           | 1           | 0            | 0            | 22        | 31        |
| —                             | DAV  | [[Fitxer:Flag of Catalonia.svg\|23x15px\|border \|alt=Catalunya\|link=Selecció de futbol de Catalunya\|{{#if:\|]]                              | Arthur Leask               | 1     | 3     | 1           | 3           | 0            | 0            | 0         | 0         |
| —                             | DAV  | [[Fitxer:Flag of the Valencian Community (2x3).svg\|23x15px\|border \|alt=País Valencià\|link=Selecció de futbol del País Valencià\|{{#if:\|]] | Josep Quirante             | 3     | 1     | 1           | 1           | 0            | 0            | 2         | 0         |
| Equip reserva                 |      | |                            |       |       |             |             |              |              |           |           |
| —                             | POR  | [[Fitxer:Flag of Catalonia.svg\|23x15px\|border \|alt=Catalunya\|link=Selecció de futbol de Catalunya\|{{#if:\|]]                              | Cyril Saint G.B. Alexander | 5     | 0     | 0           | 0           | 0            | 0            | 5         | -         |
| —                             | DEF  | [[Fitxer:Flag of Catalonia.svg\|23x15px\|border \|alt=Catalunya\|link=Selecció de futbol de Catalunya\|{{#if:\|]]                              | Albert Almasqué            | 4     | 0     | 0           | 0           | 0            | 0            | 4         | 0         |
| —                             | DEF  | [[Fitxer:Flag of Catalonia.svg\|23x15px\|border \|alt=Catalunya\|link=Selecció de futbol de Catalunya\|{{#if:\|]]                              | Manuel de Castellví        | 13    | 0     | 0           | 0           | 0            | 0            | 13        | 0         |
| —                             | DEF  | [[Fitxer:Flag of England.svg\|23x15px\|border \|alt=Anglaterra\|link=Selecció de futbol d'Anglaterra\|{{#if:\|]]                               | A.H. Fitzmaurice           | 1     | 0     | 0           | 0           | 0            | 0            | 1         | 0         |
| —                             | MIG  | [[Fitxer:Flag of Catalonia.svg\|23x15px\|border \|alt=Catalunya\|link=Selecció de futbol de Catalunya\|{{#if:\|]]                              | Pere Cabot Roldós          | 17    | 1     | 0           | 0           | 0            | 0            | 17        | 1         |
| —                             | MIG  | [[Fitxer:Flag of Catalonia.svg\|23x15px\|border \|alt=Catalunya\|link=Selecció de futbol de Catalunya\|{{#if:\|]]                              | Josep Vidal                | 14    | 1     | 0           | 0           | 0            | 0            | 14        | 1         |
| —                             | MIG  | [[Fitxer:Flag of Catalonia.svg\|23x15px\|border \|alt=Catalunya\|link=Selecció de futbol de Catalunya\|{{#if:\|]]                              | Sala                       | 5     | 0     | 0           | 0           | 0            | 0            | 5         | 0         |
| —                             | MIG  | [[Fitxer:Flag of Switzerland.svg\|23x16px\|border \|alt=Suïssa\|link=Selecció de futbol de Suïssa\|{{#if:\|]]                                  | Heinrich Hans Fischer      | 2     | 0     | 0           | 0           | 0            | 0            | 2         | 0         |
| —                             | MIG  | [[Fitxer:Flag of Catalonia.svg\|23x15px\|border \|alt=Catalunya\|link=Selecció de futbol de Catalunya\|{{#if:\|]]                              | Francesc Guardiola         | 1     | 0     | 0           | 0           | 0            | 0            | 1         | 0         |
| —                             | MIG  | [[Fitxer:Flag of Catalonia.svg\|23x15px\|border \|alt=Catalunya\|link=Selecció de futbol de Catalunya\|{{#if:\|]]                              | Santiago Riba              | 1     | 0     | 0           | 0           | 0            | 0            | 1         | 0         |
| —                             | MIG  | [[Fitxer:Flag of Catalonia.svg\|23x15px\|border \|alt=Catalunya\|link=Selecció de futbol de Catalunya\|{{#if:\|]]                              | Josep Elias                | 1     | 0     | 0           | 0           | 0            | 0            | 1         | 0         |
| —                             | DAV  | [[Fitxer:Flag of Catalonia.svg\|23x15px\|border \|alt=Catalunya\|link=Selecció de futbol de Catalunya\|{{#if:\|]]                              | Francesc Cruzate           | 3     | 0     | 0           | 0           | 0            | 0            | 3         | 0         |
| —                             | DAV  | [[Fitxer:Flag of England.svg\|23x15px\|border \|alt=Anglaterra\|link=Selecció de futbol d'Anglaterra\|{{#if:\|]]                               | James Albert Eckes         | 16    | 6     | 0           | 0           | 0            | 0            | 16        | 6         |
| —                             | DAV  | [[Fitxer:Flag of Catalonia.svg\|23x15px\|border \|alt=Catalunya\|link=Selecció de futbol de Catalunya\|{{#if:\|]]                              | George Noble               | 20    | 6     | 0           | 0           | 0            | 0            | 20        | 6         |
| —                             | DAV  | [[Fitxer:Flag of England.svg\|23x15px\|border \|alt=Anglaterra\|link=Selecció de futbol d'Anglaterra\|{{#if:\|]]                               | Stanley Harris             | 19    | 9     | 0           | 0           | 0            | 0            | 19        | 9         |
| —                             | DAV  | [[Fitxer:Flag of Catalonia.svg\|23x15px\|border \|alt=Catalunya\|link=Selecció de futbol de Catalunya\|{{#if:\|]]                              | Joan Gener                 | 10    | 1     | 0           | 0           | 0            | 0            | 10        | 1         |
| —                             | DAV  | [[Fitxer:Flag of Catalonia.svg\|23x15px\|border \|alt=Catalunya\|link=Selecció de futbol de Catalunya\|{{#if:\|]]                              | J. Suñé                    | 6     | 1     | 0           | 0           | 0            | 0            | 6         | 1         |
| —                             | DAV  | [[Fitxer:Flag of England.svg\|23x15px\|border \|alt=Anglaterra\|link=Selecció de futbol d'Anglaterra\|{{#if:\|]]                               | Horace Stanley Chown       | 2     | 2     | 0           | 0           | 0            | 0            | 2         | 2         |
| —                             | DAV  | [[Fitxer:Flag of Catalonia.svg\|23x15px\|border \|alt=Catalunya\|link=Selecció de futbol de Catalunya\|{{#if:\|]]                              | Català                     | 1     | 2     | 0           | 0           | 0            | 0            | 1         | 2         |
| Jugadors convidats o puntuals |      | |                            |       |       |             |             |              |              |           |           |
| —                             | MIG  | [[Fitxer:Flag of Catalonia.svg\|23x15px\|border \|alt=Catalunya\|link=Selecció de futbol de Catalunya\|{{#if:\|]]                              | Josep Ortiz                | 1     | 0     | 0           | 0           | 0            | 0            | 1         | 0         |
| —                             | MIG  | [[Fitxer:Flag of Catalonia.svg\|23x15px\|border \|alt=Catalunya\|link=Selecció de futbol de Catalunya\|{{#if:\|]]                              | Jaume Vila                 | 1     | 0     | 0           | 0           | 0            | 0            | 1         | 0         |

1. ↑  Inclou els partits de la Medalla de la Federació Gimnàstica Espanyola.
2. ↑  Disputà dos partits: un com a porter (on encaixà un gol) i un altre com a defensa. Més informació:
Iturriaga, Ángel. Diccionario de Jugadores del F. C. Barcelona (en castellà).  Barcelona: Editorial Base, 2010. ISBN 978-84-92437-74-0.
3. ↑  S'inclouen els jugadors del club que no van disputar parits oficials durant la temporada.
4. ↑  Era president de l'Hispània.
5. ↑  Jugador ocasional, pertanyia al Català FC.

## Competicions
| Competició           | Pos. | PJ | PG | PE | PP | GF | GC | Campió       |
| -------------------- | ---- | -- | -- | -- | -- | -- | -- | ------------ |
| Copa Macaya          | 1r   | 8  | 8  | 0  | 0  | 60 | 2  | FC Barcelona |
| Medalla de la FGE    | 1r   | 12 | 12 | 0  | 0  | 65 | 7  | FC Barcelona |
| Copa de la Coronació | F    | 2  | 1  | 0  | 1  | 4  | 3  | Club Bizcaya |

## Partits

### Amistosos
| 29 setembre 1901 | FC Barcelona | 1 – 0 | Hispania AC | Barcelona                           |  |
|                  | Gamper       |       |             | Parc de la Ciutadella · Rodriguez · |  |

| 23 novembre 1901 | FC Barcelona     | 4 – 0 | Calliope | Barcelona          |  |
|                  | Gamper · Conarre |       |          | Horta · Hamilton · |  |

| 8 desembre 1901 | FC Barcelona   | 4 – 1 | Català FC | Barcelona           |  |
|                 | Gamper · Chown |       |           | Horta · Rodriguez · |  |

| 29 desembre 1901 | Català FC                            | 0 – 8 | FC Barcelona | Barcelona                                  |  |
|                  | Gamper · Català · Garcia · J.Parsons |       |              | Antic Velòdrom de la Bonanova · Escriche · |  |

### Copa Macaya
| Pos | Equip            | PJ | PG | PE | PP | GF | GC | DG  | Pts | Classificació |
| --- | ---------------- | -- | -- | -- | -- | -- | -- | --- | --- | ------------- |
| 1   | FC Barcelona (C) | 8  | 8  | 0  | 0  | 60 | 2  | +58 | 16  | Campió        |
| 2   | Hispània AC      | 8  | 6  | 0  | 2  | 30 | 7  | +23 | 12  |               |
| 3   | Club Espanyol    | 8  | 3  | 1  | 4  | 11 | 20 | −9  | 7   |               |

| 22 desembre 1901 | FC Barcelona                | 7 - 0 | Club Español | Barcelona                               |  |
| Jornada 2        | Steinberg · Gamper · García |       |              | Camp de la carretera d'Horta · Morris · |  |

| 1 gener 1902 | FC Barcelona                | 8 – 0 | Club Universitari | Barcelona                               |  |
| Jornada 4    | Gamper · Steinberg · García |       |                   | Camp de la carretera d'Horta · Carril · |  |

| 6 gener 1902 | Hispania AC      | 2 – 4 | FC Barcelona               | Barcelona                                             |  |
| Jornada 5    | J. Morris · p.p. |       | Albéniz · Gamper · Parsons | Camp del carrer Muntaner · 3.000 espectadors · Ball · |  |

| 19 gener 1902 | Club Español | 0 – 4 | FC Barcelona                | Barcelona                    |  |
| Jornada 7     |              |       | Gamper · García · Steinberg | Camp de las Arenas · Smart · |  |

| 2 febrer 1902 | Club Universitari | 0 – 9 | FC Barcelona                                | Barcelona                              |  |
| Jornada 9     |                   |       | Gamper · Steinberg · d'Ossó · Vinyas (p.p.) | Camp de l'Hotel Casanovas · Quintana · |  |

| 16 febrer 1902 | FC Barcelona                                    | 12 – 0 | Català FC | Barcelona                             |  |
| Jornada 10     | Viderkehr · Gamper · Steinberg · Albéniz · p.p. |        |           | Camp de la carretera d'Horta · King · |  |

| 9 març 1902      | FC Barcelona | 1 – 0 | Hispania AC | Barcelona                                                  |  |
| 15:30 Jornada 12 | Steinberg    |       |             | Camp de la carretera d'Horta · 5.500 espectadors · Parck · |  |

| 23 març 1902 | Català FC | 0 – 15 | FC Barcelona                                    | Barcelona                                |  |
| Jornada 14   |           |        | Steinberg · Gamper · Leask · Parsons · Quirante | Antic Velòdrom de la Bonanova · Gmelin · |  |

### Medalla de la Federació Gimnàstica Espanyola
| Pos | Equip            | PJ | PG | PE | PP | GF | GC | DG  | Pts | Classificació |
| --- | ---------------- | -- | -- | -- | -- | -- | -- | --- | --- | ------------- |
| 1   | FC Barcelona (C) | 12 | 12 | 0  | 0  | 65 | 7  | +58 | 24  | Campió        |
| 2   | Català FC        | 12 | 6  | 2  | 4  | 29 | 14 | +15 | 14  |               |
| 3   | Irish FC         | 12 | 6  | 2  | 4  | 31 | 28 | +3  | 14  |               |

| 2 març 1902 | Irish FC | 2 – 7 | FC Barcelona                      | Barcelona                |  |
|             |          |       | Lassaleta · Eckes · Osso · Harris | Nou Velòdrom · G.Meyer · |  |

| 16 març 1902 | FC Barcelona                               | 12 – 0 | FC Internacional | Barcelona      |  |
|              | Osso · Lassaleta · Harris · Eckes · Llobet |        |                  | Horta · Ponz · |  |

| 19 març 1902 | Espanyol | 0 – 2 | FC Barcelona      | Barcelona  |  |
|              |          |       | Lassaleta · Noble | E.Garcia · |  |

| 23 març 1902 | FC Barcelona               | 5 – 3 | Català FC | Barcelona |  |
|              | Harris · Lassaleta · Eckes |       |           | J.Meyer · |  |

| 31 març 1902 | Catalònia FC | 0 – 4 | FC Barcelona       | Barcelona         |  |
|              |              |       | Lassaleta · Llomet | Alcala del Olmo · |  |

| 4 abril 1902 | FC Barcelona     | 6 – 0 | Irish FC | Barcelona |  |
|              | Lassaleta · Osso |       |          | Mascara · |  |

| 13 abril 1902 | FC Barcelona                | 4 – 0 | Ibèria SC | Barcelona |  |
|               | Noble · Lassaleta · Albeniz |       |           | Riera ·   |  |

| 13 abril 1902 | FC Internacional | 0 – 3 | FC Barcelona          | Barcelona                          |  |
|               |                  |       | Osso · Llobet · Vidal | Gispert 1a part, Llofriu 2a part · |  |

| 20 abril 1902 | FC Barcelona             | 7 – 0 | Espanyol | Barcelona   |  |
|               | Lassaleta · Osso · Gener |       |          | Gegollada · |  |

| 27 abril 1902 | Català FC | 1 – 3 | FC Barcelona     | Barcelona   |  |
|               |           |       | Osso · Lassaleta | Sanmartin · |  |

| 5 maig 1902 | Ibèria SC | 1 – 2 | FC Barcelona | Barcelona    |  |
|             |           |       | Osso         | A.Galiardo · |  |

| 8 maig 1902 | FC Barcelona                       | 10 – 0 | Catalònia FC | Barcelona           |  |
|             | Lassaleta · Noble · Albeniz · Osso |        |              | Horta · J.Mascaro · |  |

1. ↑  Eckes va jugar el seu darrer partit com a blaugrana i ho va fer de porter.
2. ↑  Segon partit jugat pel Barcelona el mateix dia.

### Copa de la Coronació
|  | Quarts de final                | Quarts de final |                                |   | Semifinals | Semifinals |  |  | Final | Final |
|  |                                |                 |                                |   |            |            |  |  |       |       |
|  | 13 de maig – Hipódromo, Madrid |                 |                                |   |            |            |  |  |       |       |
|  |                                |                 |                                |   |            |            |  |  |       |       |
|  | Bizcaya                        | 5               |                                |   |            |            |  |  |       |       |
|  | Bizcaya                        | 5               | 14 de maig – Hipódromo, Madrid |   |            |            |  |  |       |       |
|  | Club Español                   | 1               |                                |   |            |            |  |  |       |       |
|  | Club Español                   | 1               | Bizcaya                        | 8 |            |            |  |  |       |       |
|  |                                |                 | Bizcaya                        | 8 |            |            |  |  |       |       |
|  |                                |                 | New Foot-Ball Club             | 1 |            |            |  |  |       |       |
|  |                                |                 | New Foot-Ball Club             | 1 |            |            |  |  |       |       |
|  |                                |                 | 15 de maig – Hipódromo, Madrid |   |            |            |  |  |       |       |
|  |                                |                 |                                |   |            |            |  |  |       |       |
|  | Bizcaya                        | 2               |                                |   |            |            |  |  |       |       |
|  | Bizcaya                        | 2               |                                |   |            |            |  |  |       |       |
|  |                                | FC Barcelona    | 1                              |   |            |            |  |  |       |       |
|  |                                | FC Barcelona    | 1                              |   |            |            |  |  |       |       |
|  | 13 de maig – Hipódromo, Madrid |                 |                                |   |            |            |  |  |       |       |
|  |                                |                 |                                |   |            |            |  |  |       |       |
|  | FC Barcelona                   | 3               |                                |   |            |            |  |  |       |       |
|  | FC Barcelona                   | 3               |                                |   |            |            |  |  |       |       |
|  |                                |                 | Madrid FC                      | 1 |            |            |  |  |       |       |
|  |                                |                 | Madrid FC                      | 1 |            |            |  |  |       |       |
|  |                                |                 |                                |   |            |            |  |  |       |       |
|  |                                |                 |                                |   |            |            |  |  |       |       |
|  |                                |                 |                                |   |            |            |  |  |       |       |

| 13 maig 1902    | Madrid FC | 1 - 3 | FC Barcelona       | Madrid                                                            |  |
| 11:00 Semifinal | Johnson   |       | Steinberg · Gamper | Hipódromo de la Castellana · 2.500 espectadors · Arana (Bilbao) · |  |

| 15 maig 1902 | Bizcaya                     | 2 - 1 | FC Barcelona | Madrid                                               |  |
| 16:00 Final  | Astorquia 10' · Cazeaux 20' |       | Parsons 75'  | Hipódromo de la Castellana · Padrós Rubió (Madrid) · |  |